# Adriana Maldonado López

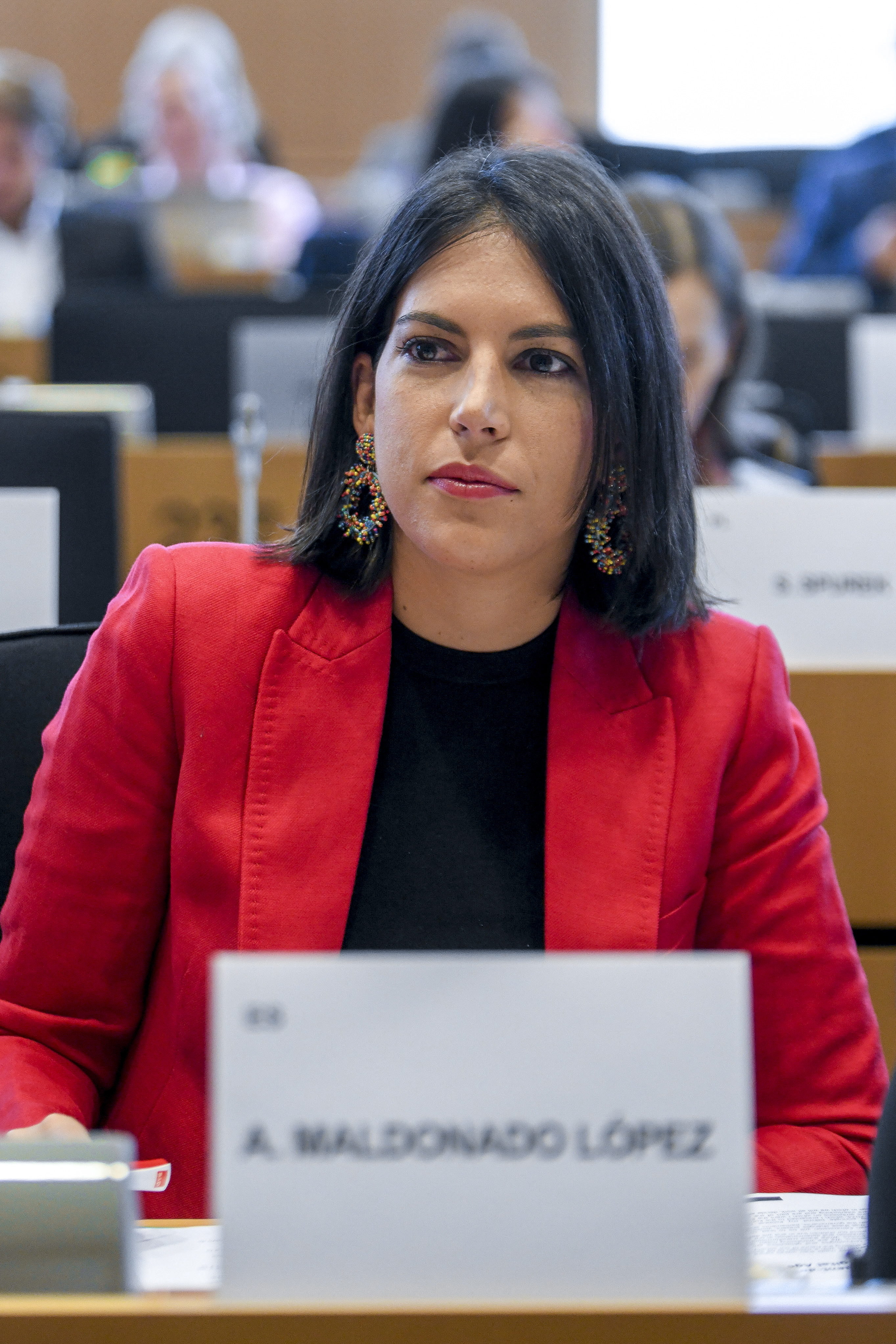
Adriana Maldonado López (2019)

Adriana Maldonado López (geboren am 9. Januar 1990 in Pamplona) ist eine spanische Politikerin (PSOE). Von 2019 bis 2023 war sie Mitglied des Europäischen Parlaments als Teil der S&D-Fraktion. Seit 2023 ist sie Mitglied des Congreso de los Diputados.

## Leben
Nach ihrer Schulausbildung studierte Maldonadono zunächst von 2008 bis 2011 Business Administration (auf BA) an der Universität Navarra, anschließend von 2012 bis 2014 einen Master in Wirtschaftswissenschaften an der Universidad Autónoma de Madrid. Des Weiteren absolvierte sie einen Master Steuerökonomie und der Europäischen Union am Instituto Europeo de Posgrado (2014 bis 2015). Nach ihrer universitären Ausbildung arbeitete Maldonado zunächst als Unternehmensberaterin für KPMG und Onega Consulting.
Maldonado ist Mitglied des Vorstands der Sozialistischen Partei von Navarra und dort Delegierte für europäische und internationale Politik. Im März 2019 nominierte die PSOE Maldonado für den 15. Platz der Liste für die Europawahl 2019. Bei der Wahl gewann die Partei deutlich Stimmen hinzu (plus 9,84 Prozent) und errang damit 20 der 54 spanischen Mandate, sodass Maldonado direkt einzog. Gemeinsam mit ihren Parteikolleginnen und -kollegen trat sie der S&D-Fraktion bei. Für die Fraktion war sie Mitglied im Ausschuss für Binnenmarkt und Verbraucherschutz. Des Weiteren war sie stellvertretendes Mitglied im Ausschuss für Industrie, Forschung und Energie sowie im September 2020 eingerichteten Sonderausschuss zu künstlicher Intelligenz im digitalen Zeitalter.
Bei den spanischen Parlamentswahlen 2023 wurde sie ins Unterhaus gewählt. Im Zuge dessen legte sie ihre Mandat im Europaparlament nieder. Für sie rückte Laura Ballarín Cereza nach.